# Встречи на краю света
«Встречи на краю света» (англ. Encounters at the End of the World) — документальный фильм режиссёра Вернера Херцога, премьера которого состоялась на фестивале в Торонто в сентябре 2007 года. Фильм, снятый по заказу телеканала Discovery, повествует о жизни обитателей Антарктиды (людей и животных) и посвящён почитателю творчества Херцога — кинокритику Роджеру Эберту.

## Содержание
Значительную часть экранного времени занимают интервью с приехавшими в Антарктику со всего мира учёными, включая композитора Генри Кайзера, с которым Херцог работал над своим предыдущим документальным проектом «Далёкая синяя высь». Режиссёр пытается разобраться, что влечёт всех этих людей на край света. Образы современности перемежаются документальными кадрами обречённой на гибель экспедиции Шеклтона.
В фильме показаны быт станции Мак-Мердо, игровая подготовка к выживанию в экстремальных климатических условиях, загадочное движение айсбергов, огненное неистовство вулкана Эребус, брачные игры тюленей и издаваемые ими подо льдом «инопланетные» звуки, а также пингвины-одиночки, которых неведомый инстинкт влечёт вглубь континента навстречу верной гибели. В заключение фильма съёмочная группа присутствует на запуске учёными гигантского шарльера — своеобразной ловушки для нейтрино.

## Реакция
Судя по рейтингу ресурса Rotten Tomatoes, определившего «Встречи…» как «пронзительное исследование человеческого духа на фоне завораживающих пейзажей», фильм был очень тепло принят кинокритиками. По версии The New York Times, Newsweek и TIME он вошёл в десятку лучших фильмов 2008 года, а кинообозреватель издания Variety назвал его лучшим фильмом года. За эту работу легендарный режиссёр был впервые за свою 40-летнюю карьеру представлен к премии «Оскар» (вместе с продюсером Х. Кайзером).